# Тейм
Тейм (на английски: Thame) е град и административна единица в окръг Южен Оксфордшър в графство Оксфордшър, Англия. Тейм е на 19,5 км от Оксфорд. През 2011 г. има 11 561 жители.
Тейм е основан през англосаксонско време и тогава е бил част от Кралство Уесекс. През 1086 г. мястото е споменато в Книгата на Страшния съд като Тейм.
Певецът на „Би Джийс“ Робин Гиб живее в Тейм до смъртта си на 20 май 2012 г. Гиб е погребан в гробището на църквата „Света Мария“. През 2015 г. е поставен надгробен камък, гравиран с някои от текстовете на песните на неговата група. На името на музиканта е кръстена улица в града.